# 弗倫奇米爾斯 (密蘇里州)
弗倫奇米爾斯（英語：French Mills）是位於美國密蘇里州麥迪遜縣的非建制地區。

## 歷史
弗倫奇米爾斯的郵局於1879年設立，1886年關閉後又於1889年重啟，最終於1936年停運。

## 地理
弗倫奇米爾斯所處的海拔為高於海平面187米（即614英呎），而該地所採用的時區為UTC-6，即北美中部時區（CST）。同時該地設有夏令時間，為UTC-6調快一小時，即UTC-5（CDT）。